# Кюлеби, Джахит
Джахит Кюлеби (имя при рождении Мамхмут Джахит Эренджан; 2 января 1917 — 20 июня 1997) — турецкий поэт.

## Биография
Родился 2 января 1917 года в селении Чельтек близ города Зиле. Когда будущему поэту было 3 года его семья переехала в Зиле, а ещё через год — в Артову. Отец Джахита работал чиновников, поэтому семья впоследствии также неоднократно переезжала. Кюлеби учился в школах Никсара, Бурсы и Сиваса, в 1936 году поступил в педагогический лицей. Во время учёбы там познакомился с рядом крупных представителей турецкой литературы, в том числе Решитом Рахмети Аратом, Мехметом Фуадом Кёпрюлю и Али Нихатом Тарланом. В 1940 году окончил лицей, после этого 2,5 года служил в армии. После этого преподавал в лицеях Антальи и Гази, также работал в консерватории, занимал ряд должностей в министерстве образования. После выхода на пенсию занимал должность генерального секретаря в институте турецкого языка.
Умер 20 июня 1997 года в Анкаре от рака.

### Творчество
В детстве Джахит Кюлеби увлекался литературой, читал и учил стихи. Среди тех, чьи произведения оказали влияние на поэта были Неджип Фазыл, Назым Хикмет, Ахмет Мухип Дыранас, Фазыл Хюсню Дагларджа, и Ахмет Кутси Теджер, последний также преподавал литературу в лицее, в котором учился Кюлеби.
Первые поэмы публиковал в школьном журнале. Позднее печатался в журналах «Varlık» и «Türk Dili». Большую часть поэм Кюлеби можно разделить на две части, первая — «бытовые поэмы», в которых описаны жизненные трудности, второй — лирические произведения, наполненные личными переживаниями.
Наиболее известные произведения — «Один человек», «Ветер», «Ататюрк в Национально-освободительной войне», «Турецкий синий цвет», «Растущая трава», «Пожар», «Песни осени».